# Serra Fosca
La Serra Fosca és una muntanya de 422 metres que es troba entre els municipis de l'Albagés i de Castelldans, a la comarca catalana de les Garrigues.
És un cim ubicat a la divisòria entre els dos municipis garriguencs, a l'oest del Tossal dels Bessons, i a uns escassos 200 metres del municipi del Cogul, a la mateixa comarca. Al seu vessant sud-oest hi neix el Barranc del Xony. Al cim podem trobar-hi un vèrtex geodèsic (referència 254122001).